# Wafd
El partit Wafd (àrab: حزب الوفد, ḥizb al-Wafd, ‘partit de la Delegació’) fou un partit nacionalista liberal d'Egipte. Fou el principal partit del país en els anys vint i trenta del segle XX i va forçar la constitució de 1923, afavorint el traspàs d'una monarquia absoluta a una de constitucional controlada per un parlament elegit. El partit fou prohibit el 1952 i dissolt el 1953.
El seu nom deriva de la "delegació" que es va formar el 1918 per demanar a la conferència de pau de París la independència d'Egipte. La delegació es va entrevistar amb Sir Reginald Wingate, alt comissari britànic a Egipte, al que va demanar la independència; llavors es va crear "la delegació egípcia" (al-Wadf al-Misri) com a partit i sota la direcció de Saad Zaghlul, que pretenia negociar a Londres, però les autoritats britàniques no ho van permetre i Zaghlul i tres col·legues foren deportats, el que va portar a la revolta general del 1919 que no fou dirigida ni organitzada pel Wafd però que coincidia amb els seus plantejaments.
La revolta va obligar els britànics a enviar una missió dirigida per Milner (desembre de 1919); el Wafd va exigir la independència; els britànics van intentar tractar amb els moderats que acceptaven als britànics però es van adonar que sense el Wafd no hi havia solució política efectiva. Zaghlul va retornar a Egipte, i se li va donar una benvinguda com a heroi nacional. Zaghlul utilitza els seus seguidors per obstaculitzar l'establiment d'un govern britànic amistós. Edmund Allenby va respondre deportant a Zaghlul a les Seychelles a l'oceà Índic, però finalment, el 22 de febrer de 1922 els britànics van acceptar una independència limitada, segons les recomanacions de Lord Milner, i segons els acords dissenyats durant les xerrades amb Zaghlul.
Aquest va retornar a Egipte el 1923 i el gener de 1924 el Wafd va obtenir una victòria aclaparadora a les eleccions (90% dels escons); el 26 de gener de 1924 Zaghlul va esdevenir primer ministre. Zaghlul va comprovar aviat que ni tan sols ell podia aturar les manifestacions i disturbis entre egipcis. El novembre de 1924, després de l'assassinat del comandant britànic de l'exèrcit egipci i governador general del Sudan Lee Oliver Fitzmaurice Stack, Zaghlul fou forçat a deixar el càrrec (24 de novembre de 1924).
El Wafd va guanyar totes les eleccions que es van celebrar sense frau i sovint va tornar a governar amb el primer secretari i després president Mustafa an-Nahhas que fou primer ministre cinc vegades (16 de març de 1928 - 27 de juny de 1928; 1 de gener de 1930 a 20 de juny de 1930; 9 de maig de 1936 a 29 de desembre de 1937; 5 de febrer de 1942 a 10 d'octubre de 1944; i 12 de gener de 1950 - 27 de gener de 1952) i amb Muhammad Mahmoud Pasha (que havia estat primer ministre amb el Partit Liberal Constitucional, que fou cap de govern pel Wafd del 29 de desembre de 1937 al 18 d'agost de 1939)
El partit fou dirigit per Zaghlul primer, i a la seva mort el 23 d'agost de 1927 pel seu col·laborador i secretari del partit, Mustafa an-Nahhas. La secció de dones wafdistes l'havia fundat la feminista Huda al-Sharawi el 1920 i la va dirigir els següents anys. El Tractat anglo-egipci de 1936 que no completava encara la independència d'Egipte, va fer caure la popularitat del Wadf al mateix temps que sorgien altres grups més extremistes com els Ikhwan al-Muslimun (Germans Musulmans) i els Misr al-Fatat (proper del feixisme). El Wadf va intentar seguir la tendència formant el seu propi grup paramilitar, els Camises Blaves. El 1942 els britànics, alarmats perquè els agipcis podien donar suport als alemanys que s'acostaven a Alexandria, van fer nomenar primer ministre a al-Nahhas; això va fer caure en picat el suport del wafd i al-Nahhas fou acusat de col·laborar amb els enemics de la independència egípcia, si bé encara va guanyar les eleccions de 1942, i va fer aprovar mesures socials (escolarització gratuïta i extensió de la sanitat) que buscaven recuperar el suport popular. El 1944 va reunir una conferència a Alexandria en la que es va fundar la Lliga Àrab.
A les eleccions del 1944 el Wafd hi va declarar el boicot. El 1950 el Wafd va guanyar les eleccions de 1950 però amb una participació molt baixa. Al-Nahhas va formar govern però fou enderrocat per l'exèrcit el gener del 1952. El 1953 el partit fou formalment dissolt.
El 1976 quan Anwar al-Sadat va autoritzar partits es va refundar i va obtenir un cert suport. A causa dels actes de Sadat contra el partit aquest es va dissoldre al cap de poc i no es va reconstruir fins al 1983, després de la seva mort el 1981, amb el nom de Nou Partit de la Delegació o New Wafd Party (àrab: Hizb al-Wafd al-Jadid حزب الوفد الجديد). El 1984 va obtenir 58 escons a l'assemblea però en coalició amb els Ikhwan; el 1987 es va presentar sol i va aconseguir 35 escons. El 1990 va boicotejar les eleccions. En les eleccions de novembre-desembre de 2005 va obtenir només 6 dels 454 escons. El 2011 va fer aliança amb els Germans Musulmans.